# Херберг, Маркус
Ма́ркус Хе́рберг (нем. Markus Herberg) — немецкий кёрлингист и тренер по кёрлингу.
В составе мужской сборной Германии участник чемпионата мира 1993 (заняли девятое место). Чемпион Германии среди мужчин (1990). В составе юниорской мужской сборной Германии участник четырёх юниорских чемпионатов мира (лучший результат — бронзовые призёры в 1993).
Играл в основном на позициях второго и четвёртого, несколько лет был скипом команды.

## Достижения
- Чемпионат Германии по кёрлингу среди мужчин: золото (1992).[2]
- Чемпионат мира по кёрлингу среди юниоров: бронза (1993).

## Команды
| Сезон   | Четвёртый       | Третий          | Второй          | Первый            | Запасной          | Турниры            |
| ------- | --------------- | --------------- | --------------- | ----------------- | ----------------- | ------------------ |
| 1989—90 | Бьорн Шрёдер    | Mathias Zobel   | Маркус Херберг  | Felix Ogger       | Harold Waldvogel  | ЧМЮ 1990 (5 место) |
| 1990—91 | Маркус Херберг  | Marcus Räderer  | Felix Ogger     | Мартин Байзер     | Маркус Мессенцель | ЧМЮ 1991 (6 место) |
| 1991—92 | Маркус Херберг  | Штефан Кнолль   | Даниэль Херберг | Мартин Байзер     | Маркус Мессенцель | ЧМЮ 1992 (7 место) |
| 1992—93 | Маркус Херберг  | Даниэль Херберг | Штефан Кнолль   | Маркус Мессенцель | Oliver Trevisiol  | ЧМЮ 1993           |
| 1992—93 | Вольфганг Бурба | Бернхард Майр   | Маркус Херберг  | Даниэль Херберг   |                   | ЧГМ 1993           |
| 1992—93 | Вольфганг Бурба | Бернхард Майр   | Маркус Херберг  | Мартин Байзер     | Даниэль Херберг   | ЧМ 1993 (9 место)  |
| 2011—12 | Анди Капп       | Вольфганг Бурба | Бернхард Майр   | Маркус Херберг    | Philip Seitz      | [ 3 ]              |

(скипы выделены полужирным шрифтом)

## Результаты как тренера национальных сборных
| Год  | Турнир                            | Сборная            | Место |
| ---- | --------------------------------- | ------------------ | ----- |
| 2004 | Чемпионат Европы по кёрлингу 2004 | Германия (мужчины) | 1     |